# Находкинский лагерь № 9
Находкинский лагерь № 9 — лагерь военнопленных японцев производственного значения в бухте Находка, в Приморском крае (1945—1947).
Создан по приказу НКВД СССР № 001012 от 1 сентября 1945 года. Упразднён по приказу МВД СССР № 00265 от 8 марта 1947 года. Численность на 1 февраля 1946 года — 6411 человек. Лимит лагеря: 1 сентября 1945 года — 10 тысяч человек, 30 декабря 1945 года — 7 тысяч человек, апрель 1946 года — от 3100 до 5 тысяч человек. Начальник лагеря (12.12.1946—10.01.1947): подполковник Антонов А. П.
Труд применялся на строительных работах, лесозаготовке, заготовке местных материалов и полуфабрикатов, жилищном строительстве и прочем. Основные хозяйственными организации: СМТ № 7 МСВиВМП (строительство портов), трест ВМСУ (Военно-морское строительное управление) № 8 МСВиВМП (860 человек, строительство жилых домов, складов и прочих сооружений бытового назначения), рыбокомбинат «Тафуин» Минрыбпрома (240 человек, переработка рыбы и собственное строительство рыбокомбината). В ноябре 1946 года построены портовые сооружения, введены в эксплуатацию 150 погонных метров причала порта и портовая линия железной дороги.